# Takeo Doi
Takeo Doi (jap. 土居 健郎, Doi Takeo; * 17. März 1920; † 5. Juli 2009) war ein japanischer Psychoanalytiker.

## Leben
Takeo Doi studierte Medizin in Tokio und arbeitete mehrere Jahre in den USA als Psychiater. Später leitete er verschiedene Fachbereiche der medizinischen Fakultät der Universität Tokio, bis er 1980 emeritiert wurde. Er starb 2009 im Alter von 89 Jahren.
Er wurde im Westen vor allem bekannt durch seine einflussreichen Analysen und Interpretationen des spezifisch japanischen psychischen Phänomens der Amae („Anlehnung“) in seinem Werk Amae no Kōzō (etwa: Die Struktur der Anlehnung).
1986 veröffentlichte Doi sein Werk Der Aufbau des Ichs, in dem er aufbauend auf der Amae-Konzeption die Unterscheidungen zwischen honne und tatemae (inneres Fühlen und äußere Fassade); uchi (zuhause) und soto (draußen) sowie omote (vorne) und ura (hinten) analysierte und als wichtig für das Verstehen der japanischen Psyche und die japanische Gesellschaft darstellte.

## Werke
- Takeo Doi: Amae – Freiheit in Geborgenheit. Zur Struktur japanischer Psyche. Suhrkamp, Frankfurt 1982, ISBN 3-518-11128-0
- Takeo Doi: Amae: Ein Schlüsselbegriff zum Verständnis der japanischen Persönlichkeitsstruktur, in: Ulrich Menzel (Hg.), Im Schatten des Siegers: Japan, Bd. 1: Kultur und Gesellschaft, Frankfurt/M. 1989, S. 98–110